# 1768 en santé et médecine
| Années de la santé et de la médecine : 1765 - 1766 - 1767 - 1768 - 1769 - 1770 - 1771    |
| Décennies de la santé et de la médecine : 1730 - 1740 - 1750 - 1760 - 1770 - 1780 - 1790 |

Cet article présente les faits marquants de l'année 1768 en santé et médecine.

## Événements
- Lazzaro Spallanzani (1729-1798) donne une nouvelle preuve contre la génération spontanée en démontrant qu’il ne se développe pas d'organismes dans un pain s'il est préalablement chauffé pour tuer tout organisme et peut refroidir dans une bouteille fermée. Il démontre aussi que la fécondation des animaux exige un œuf et de la semence[1].

## Publications
- Nicolas-François Rougnon (1727-1799) publie Une lettre décrivant avec soin les symptômes de l’angine de poitrine, et l’autopsie d’une personne qui en est décédée[2]. La paternité de la découverte est habituellement attribuée à Heberden. L'angor pectoris ou angina pectoris est parfois appelée "maladie d'Heberden-Rougnon".
- Caspar Friedrich Wolff (1734-1794) commence la publication de De Formatione Intestinarum dans les Mémoires de l'Académie impériale des sciences de Saint-Pétersbourg, travail précurseur en embryologie[3].

## Naissances
- 15 février : Anthony Carlisle (mort en 1840), chirurgien anglais[4].
- 2 mai : Jean-Louis Alibert (mort en 1837), médecin français, considéré comme le fondateur de la dermatologie en France[5].
- 29 juin : Friedrich Albrecht Anton Meyer (mort en 1795), médecin et naturaliste allemand[6].
- 13 juillet : Giuseppangelo Fonzi (mort en 1840), chirurgien-dentiste et prothésiste dentaire italien[7].
- 23 août : Astley Paston Cooper (mort en 1841), médecin anatomiste anglais[8].
- 30 novembre : Jędrzej Śniadecki (mort en 1838), écrivain, biologiste, chimiste et médecin polonais[9].

## Décès
- 29 janvier : John Martyn (né en 1699), botaniste anglais qui pratiqua la médecine sans avoir obtenu aucun titre de docteur[10],[11].